# Козар Лідія Петрівна
Козар Лідія Петрівна — кандидат філологічних наук, доцент, старший науковий співробітник відділу зарубіжної і української фольклористики ІМФЕ ім. М.Рильського НАН України
Козар Лідія Петрівна народилася 1 червня 1958 року в с. Верхівка Тростянецького району Вінницької області. Виховувалася мамою Савченко Катериною Дмитрівною, яка працювала вчителькою української мови і літератури у Верхівській сш, та неписьменною бабусею Покотило Варварою Петрівною, яка дотримувалася народних та християнських звичаїв, знала багато пісень та переказів, які щедро передавала маленькій дівчинці. Батько, Козар Петро Гнатович, залишив сім'ю, коли Лідії було 3 роки; у 1961 р. він поїхав на підняття цілини до Казахстану і більша не повернувся.
У 1973 році після закінчення восьмого класу Верхівської сш поступила до Балтського педагогічного училища, де навчалася впродовж 4 років і здобула фах учительки молодших класів. Потім працювала у рідному селі Верхівка, вчила учнів із першого по третій клас, а також викладала українську мову і літературу, музику у старших класах і заочно навчалася на філологічному факультеті Вінницького педагогічного інституту імені М.Коцюбинського. Працювала учителем також у сусідніх селах — Цибулівці та Бережанці.
Пошуки нових знань та бажання посвятити себе науці привело молоду вчительку до Київського університету імені Тараса Шевченка, куди вона поступила у 1984 році. Роки навчання в університеті не пройшли безслідно — лекції, літературні вечори, зустрічі з цікавими людьми визначили подальшу долю молодої дослідниці-фольклористки. Особливо значний вплив на неї зробили викладач фольклористики Дунаєвська Лідія Францівна, студентка- фольклористка Іваннікова Людмила Володимирівна, керівник хору «Гомін» Ященко Леопольд Іванович. Лідія починає записувати народну творчість від своєї бабусі Покотило Варвари та інших односельчан — Залепи Ганни, Хелетій Анастасії, Гриб Надії та інших.
Після закінчення університету Л.Козар працювала учителькою української мови і літератури в Ірпінській сш № 3 і заочно навчалася в аспірантурі Інституту мистецтвознавства і фольклористики ім. М.Рильського НАН України. У листопаді 1997 році захистила дисертацію «Борис Грінченко як фольклорист» й здобула науковий ступінь кандидата філологічних наук.
Козар Л. П. працювала викладачем фольклористики в Інституті підвищення учителів ім. Б.Грінченка, в Слов'янському університеті, викладала українську мову в Інституті підготовки кадрів державної служби зайнятості України. Із вересня 2001 року працює науковим співробітником відділу фольклористики ІМФЕ НАН України.
Досліджує проблеми історії української фольклористики другої половини ХІХ — початку ХХ ст., роль Київської громади в розвитку української фольклористики, фольклористичну діяльність таких громадських діячів, як Борис Грінченко, Марія Грінченко, Настя Грінченко, Трохим Зіньківський, Василь Степаненко, Митрофан Дикарев, Федір Вовк, Василь Доманицький, Василь Горленко, Іван Липа, Мусій Кононенко, Володимир Науменко, Олександр Русов, Іван Зозуля, Юхим Гребенюк, Григорій Коваленко, Михайло Коцюбинський, Марко Кропивницький, Володимир Самійленко, Іван Коновал, Іван Череватенко та ін., сюжетну варіативність дум «Вдова», «Брат і сестра», «Поворот сина», «Сон удовиченка», «Про Сорочинські події», «Як на славній Україні».
Авторка монографії «Борис Грінченко як фольклорист» (К., 2005) та колективних монографій «Дослідники українського фольклору: невідоме та маловідоме» (К.,2008), «Український фольклор: методологія дослідження, динаміка функціонування» (К.,2014). 
Праці:
- Фольклористична діяльність Бориса Грінченка // НТЕ. — 1996. — № 2 — 3. — С.3 — 10;
- Першодрук казки Б.Грінченка «Два дні» / Вступне слово і підготовка до друку Лідії Козар // Українська мова та література. — 1996. — № 3. — С.1, 3;
- Балада Тараса Шевченка «Лілея» (Проблема літературної трансформації народнопоетичного образу лілеї) // Дивослово (журнал). — 1996. — № 12. — С.50 — 52; Український добродійник кінця ХІХ століття // Слово і час. — 1997. — № 5 — 6. — С.74 — 76;
- Розвиток української фольклористики в контексті національного відродження кінця ХІХ — початку ХХ ст. // Матеріали до української етнології (збірник наукових праць). — К., 2004. — С.245 — 248 ;
- Борис Грінченко як фольклорист: Монографія. — К., 2005—147 стор.;
- Марія Грінченко в історії української фольклористики // НТЕ. — 2005. — № 6. — С.36 — 45;
- Праця М.Дикарева на терені української фольклористики // Шостий міжнародний конгрес україністів: Етнологія, фольклористика, культурологія. — Кн.1. — Донецьк-Київ, 2005. — С.148 — 161;
- «Лицарі духа»: Фольклористична діяльність Б.Грінченка в оцінці І.Франка // Слово і час. — 2006. — № 9. — С.10 — 13;
- Збирачі подільського фольклору — кореспонденти Б.Грінченка // Подільський фольклор у збиранні та дослідженні: Тези між- народ. наук.-практ. конференц., присвяч. 105-й річниці з дня народження Г.Танцюри. — Вінниця, 2006. — С.21 — 29;
- Фольклористична діяльність родини Грінченків // Концепції культури в історії української гуманітарної думки ХІХ — ХХ ст.: Колективна монографія. — К., 2007. — С.68 — 94; Внесок Василя Горленка в історію української фольклористики //Дослідники українського фольклору: невідоме та маловідоме. — К.,2008. — С.122 — 153;
- Фольклористично-етнографічна діяльність Т.Зіньківського в контексті українського національного відродження кінця ХІХ ст. // Там само. — С.277 — 298;
- В.Степаненко як український громадський діяч і збирач фольклору // Там само. — С.299 — 314;
- Варіювання текстів думи «Вдова і три сини» українськими кобзарями і лірниками ХІХ — ХХ ст. // Література. Фольклор. Проблеми поетики. — Вип.31. — К.,2009. — С.227 — 235;
- Народна творчість в колі зацікавлень українських громадських діячів кінця ХІХ — початку ХХ ст. (В.Степаненко, І.Зозуля, А.Заблоцький) // Література. Фольклор. Проблеми поетики. — Вип.34. — 2010. — С.167 — 175;
- Внесок українських громадських діячів в національну фольклористику в кінці ХІХ — на початку ХХ ст. (І.Липа, В.Науменко, В.Доманицький, родина Василя, Ольги та Ганни Андрієвських) // МУЕ. — 2009. — Вип. 8 (11). — С.211 — 216;
- Думи про Сорочинські події 1905 року: соціокультурний контекст // VII культурологічні читання пам'яті Володимира Подкопаєва «Культурна трансформація сучасного українського суспільства». Збірник матеріалів Всеукраїнської науково-практичної конференції. Київ, 4 — 5 червня, 2009 р.- К.:ДАККіМ, 2009. — Ч.1. — С.210 — 217; Збирацько-фольклористична діяльність українських письменників — діячів Київської і Чернігівської громади (М.Коцюбинський, В.Самійленко, Г.Коваленко, І.Коновал) // Література. Фольклор. Проблеми поетики. — К., 2011. — Вип.35. — С.252 — 260;
- Весняна обрядовість у виданні Б.Грінченка «Этнографические материалы, собр. в Черниговской и соседних с ней губерниях»: дохристиянські вірування і сучасний контекст // Міфологія і фольклор. — 2012. — № 1. С.44 — 59;
- Василь Доманицький як громадський діяч і фольклорист // НТЕ. — 2012. — № 3. — С.16 — 30;
- Розвиток національної фольклористики наприкінці ХІХ — на початку ХХ ст.: роль громад, історія їх створення та стан наукового вивчення // МУЕ. — 2012. — Вип.11 (14). — С.96 — 104;
- Ялтинський запис Лесі Українки і Климентія Квітки думи про вдову: текст і контекст (до 100-річчя музично-етнографічної експедиції у справі дослідження кобзарства) // VII Міжнародний конгресс україністів. Збірник наукових статей. Фольклористика / Головний редактор Г.Скрипник; НАН України; ІМФЕ ім. М.Рильського. — К., 2012. — С.90 — 99; Вшанування пам'яті Тараса Шевченка українськими громадськими діячами на сторінках часопису «Украинская жизнь» // Народознавство. — 2014. — № 84. — С. 8-15; Народна творчість у діяльності українських письменників кінця ХІХ — початку ХХ століття (Марко Кропивницький, Мусій Кононенко, Григорій Коваленко, Іван Коновал, Іван Зозуля, Одарка Романова, Наталя Кобринська) // МУЕ. — 2013. — Вип.12. — С.238-245;
- Особливості пісень літнього і осіннього циклу із збірника Б.Грінченка «Этнографические материалы, собр. в Черниговской и соседних с ней губерниях» (1899, т.3): русальні, троїцькі, купальські, петрівські, жнивні // Українська мова та культура у сучасному гуманітарному часопросторі: збірник матеріалів Всеукраїнської науково-практичної інтернет-конференції. 21 лютого 2014 року. — Ірпінь: Національний університет ДПС України, 2014. — С.113-124;
- Київська громада як центр розвитку української фольклористики в 60-70-х рр. ХІХ ст.// Український фольклор: методологія дослідження, динаміка функціонування: Колективна монографія / За редакцією доктора філологічних наук, професора М. К. Дмитренка. — К.: ПАЛИВОДА А. В.,2014. — С.149 — 195.
- Літ.: С. Г. Вчені благословили плагіат // Українська газета. — 2008. — № 45 (185).